# Windows XP Tablet PC Edition
Windows XP Tablet PC Edition è una versione del sistema operativo della Microsoft creata nel 2002 appositamente per i Tablet PC.
La Tablet PC Edition è una versione modificata di Windows XP Professional, alla quale sono state aggiunte le funzionalità di inchiostro digitale, in particolare il TIP (Tablet Input Panel), la capacità di ruotare il desktop nelle quattro direzioni ed altre funzionalità significative per l'utilizzo mobile, come ad esempio la possibilità di staccare le periferiche USB senza preavviso. Non è possibile in alcun modo trasformare Windows XP Professional in Windows XP Tablet PC Edition: anche se il secondo si basa sul primo, i due sistemi operativi e le relative licenze sono differenti.
Per diverso tempo, la Tablet PC Edition non fu in vendita; si poteva acquistare unicamente in versione OEM preinstallata su un Tablet PC. Successivamente fu messa in vendita anche come versione stand-alone, senza l'acquisto di un PC.

## Windows XP Tablet PC Edition 2005
Windows XP Tablet PC Edition 2005 è la versione aggiornata al Service Pack 2 del sistema operativo Microsoft Windows XP Tablet PC Edition.
Come per la versione precedente, la Tablet PC Edition 2005 non è in vendita; si può acquistare unicamente in versione OEM preinstallata su un Tablet PC.
Le caratteristiche tablet presenti in questo sistema operativo sono state molto migliorate e sono incluse in Windows Vista nelle versioni Home Premium, Business, Enterprise e Ultimate.